# 1891年の相撲
1891年の相撲（1891ねんのすもう）は、1891年の相撲関係のできごとについて述べる。

## 本場所など
- 1月場所（東京相撲）[1]
  - 興行場所:本所回向院
  - 1月10日より晴天10日間興行
- 3月場所（東京大阪合併相撲）[2]
  - 興行場所:長堀土佐稲荷神社
  - 3月8日より晴天10日間興行
    - 大阪方は広角組が参加。
- 5月場所（東京相撲）[3]
  - 興行場所:本所回向院
  - 5月9日より晴天10日間興行
    - 大阪広角組が参加。
- 9月場所（大阪相撲）[4]
  - 興行場所:難波新地新金比羅神宮
  - 9月15日より晴天10日間興行
- 10月場所（三都合併相撲）[5]
  - 興行場所:本所回向院
  - 7日間興行

## 誕生
- 4月15日 - 大蛇潟粂藏（最高位：関脇、所属：錦嶋部屋、+ 1933年【昭和8年】）[6]
- 5月1日 - 石山曻之助（最高位：前頭筆頭、所属：雷部屋、+ 1943年【昭和13年】）[7]
- 5月15日 - 真砂石濱五郎（最高位：小結、所属：尾車部屋→峰崎部屋、+ 1918年【大正7年】）[8]
- 8月10日 - 大ノ高純市（最高位：前頭10枚目、所属：高砂部屋→振分部屋、+ 1948年【昭和23年】）[9]
- 10月15日 - 小鉄（元呼出、所属：伊勢ヶ濱部屋、+ 1967年【昭和42年】）
- 11月25日 - 大錦卯一郎（第26代横綱、所属：出羽海部屋、+ 1941年【昭和16年】）[10]

## 死去
- 1月6日 - 若嶌久三郎（最高位：大関、所属：楯山部屋、年寄：楯山、* 1842年【天保13年】）
- 8月16日 - ソラキチ・マツダ（日本人初のプロレスラー、元序二段荒竹、* 1859年【安政6年】）
- 10月28日 - 楯甲久四郎（最高位：前頭7枚目（現役没）、所属：楯山部屋→粂川部屋、* 1861年【文久元年】）
- 11月9日 - 泉滝福治（最高位：前頭10枚目（現役没）、所属：立田川部屋→大嶽部屋→千賀ノ浦部屋→雷部屋、* 1854年【嘉永7年】）